# Daniel Aquino Pintos
Daniel 'Dani' Aquino Pintos (Múrcia, 27 de julho de 1990) é um futebolista espanhol. Atualmente, joga pelo San Fernando.